# Јапанска архитектура
Јапанска архитектура (日本 建築 Nihon kenchicu) традиционално се обележава дрвеним конструкцијама, незнатно повишеним од тла, са поплочаним крововима. Клизна врата (фусума) су коришћена уместо зидова, омогућавајући унутрашњу конфигурацију простора прилагођену различитим приликама. Људи су обично седели на јастуцима или другачије на поду, традиционално; столице и високи столови нису били широко употребљени до 20. века. Међутим, од 19. века, Јапан је уградио велики део западне, модерне и постмодерне архитектуре у конструкцију и дизајн, а данас је лидер у најсавременијем архитектонском дизајну и технологији.
Најранија јапанска архитектура виђена је у праисторијским временима у једноставним кућама и складиштима прилагођеним потребама популације ловаца и сакупљача. Утицај династије Хан Кина је преко Кореје уводила сложеније продавнице зрна и свечане гробнице.
Увођење будизма у Јапан у току шестог века било је катализатор за изградњу великог храма користећи компликоване технике у дрвету. Утицај кинеских династија Танг и Суи довео је до оснивања прве трајне престонице у Нари. Њена шаховска плоча за чекрк је користила кинеску престоницу Шанг'ан као шаблон за свој дизајн. Постепено повећање величине зграда довело је до стандардних мерних јединица, као и побољшања у изгледу и дизајну баште.
Током Меиџи рестаурације 1868. године, историју јапанске архитектуре радикално је променила два важна догађаја. Први је био Закон о раздвајању Ками и Будизма из 1868. године, који је званично одвојио будизам из Шинта и будистичких храмова из шинтовских светиња, разбијајући повезаност која је трајала више од хиљаду година.
Друго, тада је Јапан прошао период интензивне вестернизације како би се надметао са другим развијеним земљама. Архитекте које су се вратиле са студија са западним архитектама представили су Међународни стил модернизма у Јапан. Међутим, тек након Другог светског рата јапанске архитекте оставиле су утисак на међународној сцени, најпре са радовима архитеката као што је Кензо Танге, а затим са теоретским покретима попут метаболизма.

## Опште карактеристике јапанске традиционалне архитектуре
Много у традиционалној архитектури Јапана није изворно, већ је било вековима увезено из Кине и других азијских култура. Јапанску традиционалну архитектуру и њену историју као последицу доминирају кинеске и азијске технике и стилови (присутни чак и у Исе Схрине, који се сматра једним од најзначајнијих јапанских архитектура) са једне стране и јапанским оригиналним варијацијама на те теме с друге стране. 
Делимично због разноврсности климатских услова у Јапану и миленијума обухваћеног између првог културног увоза и последњег, резултат је изузетно хетероген, али се ипак може пронаћи неколико практично универзалних карактеристика. Пре свега је избор материјала, увек дрво у различитим облицима (даске, слама, дрвећа, папир, итд.) за скоро све структуре. 
Општа структура је скоро увек иста: постови и надвратници подржавају велики и нежно закривљени кров, док су зидови танки, често покретни и никад необориви. Арке и кровови бурета су потпуно одсутни. Колумнарска ентасија (конвексност у средини)је ограничена.
Кров је најупечатљивија импресивна компонента, која често представља половину величине читаве зграде. Благо закривљене капице се простиру далеко изнад зидова, које покривају веранде, а њихова тежина мора стога бити подржана комплексним системима конзола названом токио, у случају храмова и светиња. Поједина решења су усвојена у домаћим структурама. Огромне надстрешнице пружају унутрашњости карактеристичну димензију, што доприноси атмосфери зграде. Унутрашњост зграде обично се састоји од једне просторије у центру која се назива моиа.

## Праисторијски период
Праисторијски период обухвата период Џомона, Јајој и Кофуна који се протежу од приближно 5000 до почетка осмог века.
Током три фазе џомонског периода, становништво је првенствено ловачко-окупљивач са неким примитивним пољима у пољопривреди, а њихово понашање је претежно одређено променама у климатским условима и другим природним стимулансима. Рани станови били су јаме куће састављене од плитких јама са тампонима земљишних подова и кровова од трава дизајнираних за сакупљање кишнице уз помоћ тепиха за складиштење. Касније у периоду, хладнија клима са већим падавинама довела је до пада броја становника, што је допринело интересовању ритуала. Концентрични камени кругови се први пут појавили током овог времена.
Током периода Јајој, јапански народ је почео да комуницира са династијом Кине Хан, чија су знања и техничке вештине почели да утичу на њих. Јапанци су почели да граде надограђене подове као кашире које су конструисане помоћу металних алата као што су тестере и длето које су се појавиле у овом тренутку. Реконструкција у Тороу, Шизуока је дрвена кутија направљена од дебелих плоча спојених у угловима у стилу дневника и подржана је на осам стубова. 
Период Кофун означио је изглед многобокних гробница или тумуља (кофун буквално значи "старе моундс"). Сматра се да су утицај Јапана на сличне моле на корејском полуострву. У почетку су гробнице познате под називом "кључ у кофуну" или зенпо-коен забава (ја: 前方 後 円 墳, лит. трг испред, кружно у позадини гробнице)и често користе постојећу топографију. Приступ је био преко вертикалног вратила који је запечаћен након што је сахрана завршена. У комори је било простора за ковчег и гробу робу. Муни су често украшене фигурама теракота под називом ханива. Касније су у то време почели да се налазе муње на равном тлу и њихова размера је знатно порасла. Међу бројним примерима у Нари и Осаки, најпознатији је Даисен-кофун, означен као гроб цара Нинтокуа. Гробница покрива 32 хектара и сматра се да је украшена са 20.000 ханива фигуре.
Према крају Кофунског периода, гробови сахрањивања избледели су како су церемоније будистичке кремације постале популарне.

## Архитектура Асуке и Наре
Најзначајнији допринос архитектонским променама током Асука периода био је увођење будизма. Нови храмови постали су центри за обожавање с праксом гробља погреба брзо постали забрањени . Такође, будизам је донео у Јапан ками обожавање, идеју сталних светиња и давао архитектури Шинта већину садашњег речника. Неке од најранијих структура које још увек постоје у Јапану су будистички храмови успостављени у то време.